# Regulador autoinmune

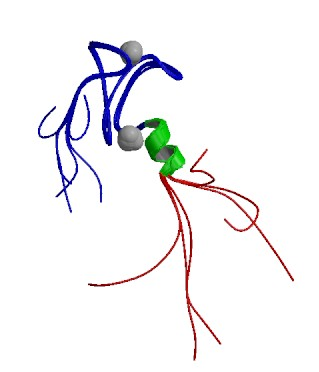
Estructura tridimensional del factor de transcripción AIRE.

El regulador autoinmune, más conocido como AIRE por sus siglas en inglés, es un factor de transcripción humano expresado en la médula del timo, que es importante en la prevención de enfermedades autoinmunes.

## Función
En el timo tiene lugar la transcripción de una amplia variedad de genes órgano-específicos, que codifican proteínas que normalmente se expresan sólo en tejidos periféricos, generando así un reconocimiento de los propios antígenos del individuo en el timo. Es importante que las células T autorreactivas que reconocen y se unen firmemente a los autoantígenos se eliminen en el timo (a través de un proceso de selección negativa), ya que de lo contrario pueden reconocer más tarde a sus correspondientes proteínas e iniciar así una reacción autoinmune. La expresión de las proteínas no locales (de tejidos periféricos) por la acción del factor de transcripción AIRE reduce la amenaza de que se produzcan posteriormente procesos autoinmunes al permitir la eliminación de las células T que reconocen antígenos normalmente ausentes en el timo.
La investigación llevada a cabo con ratones knockout ha demostrado que el AIRE funciona iniciando la transcripción de una serie diversa de autoantígenos en el timo, tales como la insulina. Esta expresión de autoantígenos permite la maduración de los timocitos de modo que adquieran tolerancia hacia los órganos periféricos, impidiendo así el desarrollo de enfermedades autoinmunes.
El gen aire también es expresado en muchos otros tejidos.

## Patología
Diversos estudios han demostrado que el gen aire se encuentra mutado en una rara enfermedad autoinmune denominada "Síndrome de Poliendocrinopatía Autoinmune tipo 1" (SPA-1), también conocida como "Distrofia de Poliendocrionopatía-Candidiasis-Ectodermal Autoinmune" (APECED). Esta mutación puede dar lugar al desarrollo de diversas enfermedades autoinmunes, siendo las más comunes aquellas que derivan en patologías como el hipoparatiroidismo, el fallo adrenocortical primario y la candidiasis mucocutánea crónica.
Se ha establecido un modelo de ratón knockout en el gen aire homólogo al del ser humano, con el fin de estudiar los mecanismos patológicos implicados en pacientes humanos.

## Interacción
El regulador autoinmune ha demostrado ser capaz de interaccionar con la proteína CREBBP (proteína de unión a CREB).